# Ritratto di Ginevra de' Benci

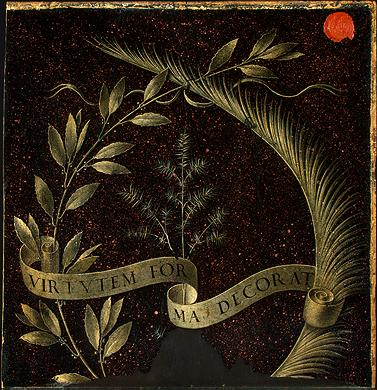
Verso

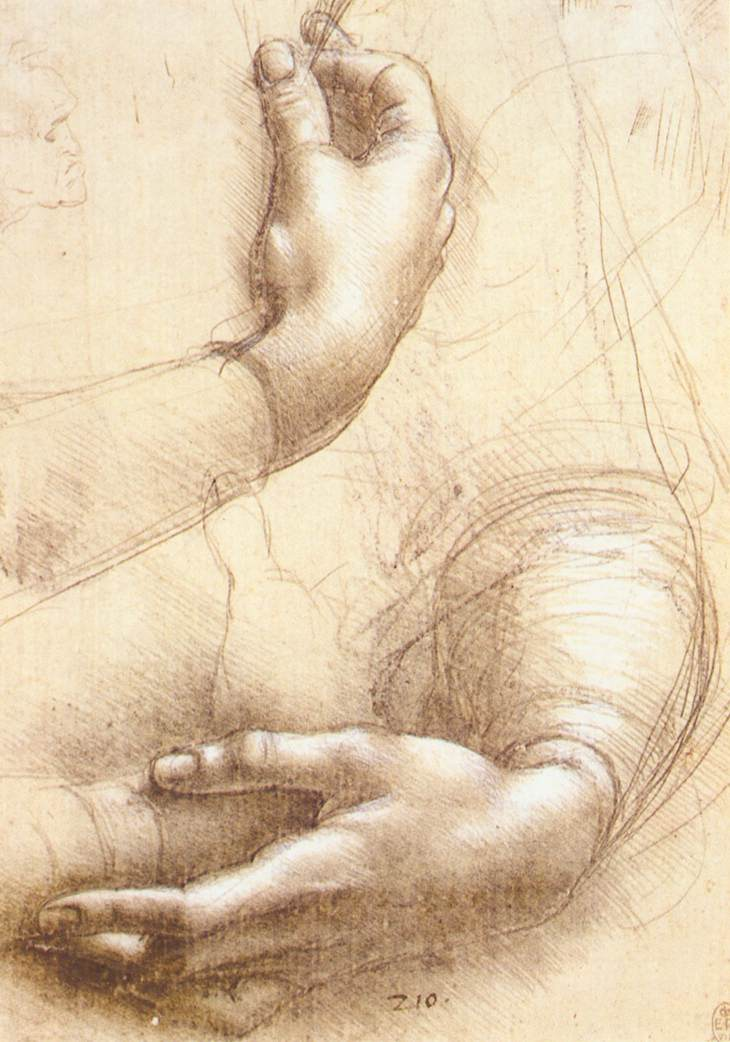
Studio di mani, Windsor

Il Ritratto di Ginevra de' Benci è un dipinto a tempera e olio su tavola (38,8x36,7 cm) di Leonardo da Vinci, databile al 1474 circa e conservato nella National Gallery of Art di Washington.

## Storia
Ginevra Benci  era la figlia di Amerigo Benci, ricco banchiere amico del padre di Leonardo, ser Piero da Vinci. Andò in sposa nel 1474 a Luigi di Bernardo di Lapo Nicolini. La sua famiglia fu a lungo legata all'attività di Leonardo a Firenze: in casa Benci fu conservata l'Adorazione dei Magi, lasciata incompiuta, dopo la partenza del pittore per Milano. Tommaso de' Benci, poeta discepolo di Marsilio Ficino, fu amico di Leonardo.
Ginevra, che è ricordata anche da Lorenzo il Magnifico come una delle donne più colte della società fiorentina dell'epoca, è stata identificata come la donna del ritratto grazie alla presenza, sullo sfondo, di fronde verdi di ginepro, che alludono al suo nome per paronomasia. L'opera venne vista da Vasari che nelle Vite scrisse: "[Leonardo] ritrasse la Ginevra d'Amerigo Benci cosa bellissima" (1568). Il retro richiama l'emblema di Bernardo Bembo, con cui Ginevra ebbe uno scambio epistolare. Ciò ha anche fatto ipotizzare che il committente del ritratto fosse l'ambasciatore veneto a Firenze.
L'opera, già nel Palazzo de' Benci, entrò prima del 1733 nelle collezioni dei Principi del Liechtenstein a Vienna, poi trasferite a Vaduz, come testimoniato da un sigillo in cera rossa sul retro con le armi del Liechtenstein e la data. Il 10 febbraio 1967 la galleria statunitense acquistò il quadro dal principe Francesco Giuseppe II del Liechtenstein per una somma di oltre cinque milioni di dollari, un vero record per quei tempi.

## Descrizione e stile
La donna è raffigurata a mezzo busto di tre quarti, girata verso destra. È risaputo che il dipinto venne decurtato, in epoca imprecisata, di almeno un terzo nella parte inferiore, tagliando via le mani che probabilmente erano danneggiate. Originariamente le proporzioni del ritratto non dovevano essere molto dissimili da quelle della Gioconda.
Le mani dovevano essere in una posizione emblematica, come nei più famosi ritratti di Leonardo e, secondo alcune testimonianze dell'epoca, dovevano assomigliare nella posa a quelle della Dama del mazzolino di Verrocchio. Ne esiste uno studio nella Royal Library del Castello di Windsor. Ginevra indossa una veste con scollatura chiusa da lacci e una camicia bianca e sottilissima; dal collo pende una sciarpa nera che incornicia il petto e le spalle. L'acconciatura è tipica dell'ultimo quarto del Quattrocento a Firenze, con i capelli raccolti sulla nuca lasciando liberi alcuni ricci a incorniciare la fronte. Si tratta della stessa acconciatura usata ad esempio da Giovanna Tornabuoni, tanto che il Vasari scambiò le due fanciulle negli affreschi del Ghirlandaio nella cappella maggiore di Santa Maria Novella. Inconsueta è la mancanza di accessori e gioielli che testimoniassero la ricchezza della famiglia: fu forse la stessa donna a richiedere di essere ritratta così, rompendo con la tradizione dei ritratti dell'alta borghesia.
Evidente è il confronto dell'artista con la pittura fiamminga, che tentò di emulare nelle delicate luminescenze dei capelli e nel colorismo analitico. L'ombra del ginepro esalta infatti il chiarore espressivo del volto della donna, le cui delicate sfumature vennero ottenute anche col caratteristico tocco diretto dei polpastrelli. Il colore dell'acconciatura si evolve in quello della veste e dello sfondo paesaggistico, secondo un continuum cromatico che testimonia la capacità vinciana nell'uso del timbro bruno-castano in varie tonalità.
In lontananza si apre un paesaggio con tutti gli elementi cari al pittore: specchi d'acqua, campanili e torri appuntite, montagne. Il tutto è trattato con toni azzurrini secondo le regole della prospettiva aerea. L'ambientazione all'aperto è molto insolita, soprattutto per un ritratto femminile.

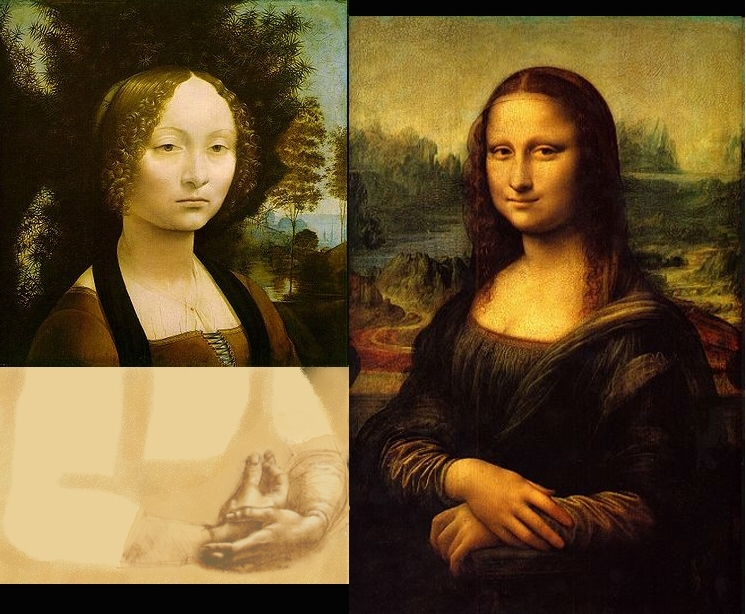
Ipotetica ricostruzione del ritratto e confronto con la Gioconda
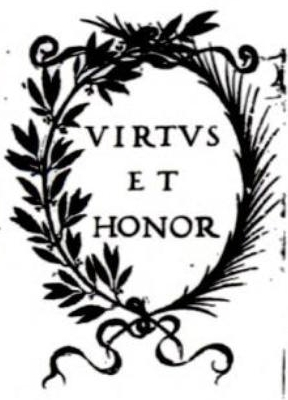
L'emblema di Bernardo Bembo
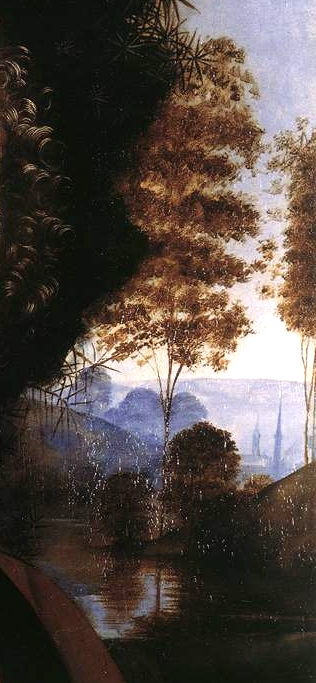
Il paesaggio